# Early Mornin' Stoned Pimp
Early Mornin' Stoned Pimp é o terceiro álbum de estúdio do cantor Kid Rock, lançado a 9 de janeiro de 1996.
| Críticas profissionais                                                      | Críticas profissionais |
| Avaliações da crítica                                                       | Avaliações da crítica  |
| Fonte                                                                       | Avaliação              |
| --------------------------------------------------------------------------- | ---------------------- |
| allmusic                                                                    | [ 2 ]                  |
| Esta tabela precisa de ser acompanhada por texto em prosa. Consulte o guia. |                        |

## Faixas
1. "Intro" 0:50
2. "Early Mornin' Stoned Pimp" - 7:18
3. "Paid" 5:15
4. "I Wanna Go Back" 5:14
5. "Live" -) 2:34
6. "Detroit Thang" - 6:22
7. "Ya Keep On" 3:55
8. "Shotgun Blast" 2:18
9. "Freestyle Rhyme" 3:57
10. "Classic Rock" 2:42
11. "My Name Is Rock" 4:30
12. "Where U At Rock" 5:08
13. "Krack Rocks" - 4:09
14. "The Prodigal Son Returns" - 3:16
15. "Black Chick, White Guy" - 7:10
16. "Outro" - 0:38